# Saluda (Virginia)
Saluda önkormányzat nélküli statisztikai település, Middlesex megye székhelye az USA Virginia államában. Lakosainak száma 627 fő (2020. április 1.).

## Népesség
A település népességének változása:

| 2010 | 769 |
| 2020 | 627 |